# Sherman (Connecticut)
Sherman è un comune di 3.827 abitanti degli Stati Uniti d'America, situato nella Contea di Fairfield nello Stato del Connecticut.